# Guldkantmal
Guldkantmal (Monopis obviella) är en fjärilsart som beskrevs av Michael Denis och Ignaz Schiffermüller 1775. Guldkantmal ingår i släktet Monopis och familjen äkta malar. Enligt den finländska rödlistan är arten nära hotad i Finland. Arten är reproducerande i Sverige. Artens livsmiljö är friska och torra lundar. Inga underarter finns listade i Catalogue of Life.

## Bildgalleri

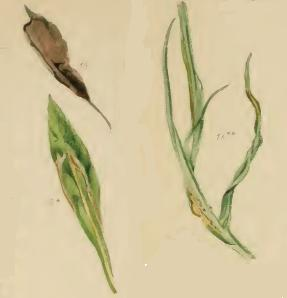
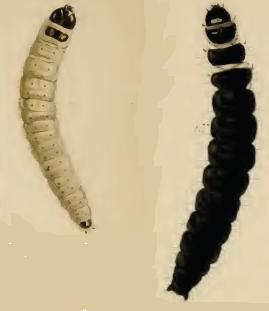